# Coppa Intertoto UEFA 2001
La Coppa Intertoto UEFA 2001 vede vincitrici l'Aston Villa, il Paris Saint-Germain e il Troyes. Tali squadre accedono alla Coppa UEFA 2001-2002.

## Primo turno
Andata 16 e 17 giugno, ritorno 23 e 24 giugno.
| Squadra 1       | Totale    | Squadra 2          | Andata | Ritorno       |
| --------------- | --------- | ------------------ | ------ | ------------- |
| FCU Craiova     | 4-3       | Bylis Ballsh       | 3-3    | 1-0           |
| Aarhus          | 2-7       | Publikum Celje     | 1-0    | 1-7           |
| Dundee          | 2-5       | Sartid             | 0-0    | 2-5           |
| Sant Julià      | 1-9       | Losanna            | 1-3    | 0-6           |
| Anorthōsis      | 0-9       | Slaven Belupo      | 0-2    | 0-7           |
| Carmarthen Town | 0-3       | AIK                | 0-0    | 0-3           |
| B68 Toftir      | 2-4       | Lokeren            | 2-4    | 0-0           |
| Cork City       | 1-3       | Metalurgs Liepāja  | 0-1    | 1-2           |
| WIT Georgia     | 2-2 (gfc) | Ried               | 1-0    | 1-2           |
| Dinamo Minsk    | 7-1       | Hobscheid          | 6-0    | 1-1           |
| Tatabánya       | 5-4       | Širak              | 2-3    | 3-1           |
| Zagłębie Lubin  | 4-1       | Hibernians         | 4-0    | 0-1           |
| Tiligul         | 4-1       | Cliftonville       | 1-0    | 3-1 (dts)     |
| Jazz Pori       | 2-2 (gfc) | Gloria Bistrița    | 1-0    | 1-2           |
| Hapoel Haifa    | 5-0       | TVMK Tallinn       | 2-0    | 3-0           |
| Ekranas         | 2-2       | Artmedia Petržalka | 1-1    | 1-1 (4-5 dtr) |
| Groclin         | 1-4       | Spartak Varna      | 1-0    | 0-4           |
| Grindavík       | 3-1       | Viləş Masallı      | 1-0    | 2-1           |
| Čelik Zenica    | 6-3       | Denizlispor        | 1-0    | 5-3           |
| NK Zagabria     | 2-3       | Pobeda             | 1-2    | 1-1           |

## Secondo turno
Andata 30 giugno e 1º luglio, ritorno 7 e 8 luglio.
| Squadra 1           | Totale | Squadra 2          | Andata | Ritorno |
| ------------------- | ------ | ------------------ | ------ | ------- |
| Čelik Zenica        | 1-2    | Gent               | 1-0    | 0-2     |
| Slaven Belupo       | 2-0    | Bastia             | 1-0    | 1-0     |
| Pobeda              | 4-1    | Çaykur Rizespor    | 2-1    | 2-0     |
| Sturm Graz          | 3-4    | Losanna            | 0-1    | 3-3     |
| Dinamo Minsk        | 3-0    | Hapoel Haifa       | 2-0    | 1-0     |
| Basilea             | 5-0    | Grindavík          | 3-0    | 2-0     |
| Troyes              | 7-1    | WIT Georgia        | 6-0    | 1-1     |
| Odense              | 2-4    | AIK                | 2-2    | 0-2     |
| Monaco 1860         | 6-3    | Sartid             | 3-1    | 3-2     |
| Synot               | 5-4    | FCU Craiova        | 3-2    | 2-2     |
| Zagłębie Lubin      | 3-4    | Lokeren            | 2-2    | 1-2     |
| Metalurgs Liepāja   | 4-8    | Heerenveen         | 3-2    | 1-6     |
| Tiligul             | 1-5    | Tatabánya          | 1-1    | 0-4     |
| Publikum Celje      | 6-1    | Artmedia Petržalka | 5-0    | 1-1     |
| Spartak Varna       | 2-5    | Tavrija            | 0-3    | 2-2     |
| Paris Saint-Germain | 7-1    | Jazz Pori          | 3-0    | 4-1     |

## Terzo turno
Andata 14 e 15 luglio, ritorno 21 luglio.
| Squadra 1      | Totale    | Squadra 2           | Andata | Ritorno |
| -------------- | --------- | ------------------- | ------ | ------- |
| Lokeren        | 0-5       | Newcastle Utd       | 0-4    | 0-1     |
| Chmel Blšany   | 1-0       | Pobeda              | 0-0    | 1-0     |
| Slaven Belupo  | 2-3       | Aston Villa         | 2-1    | 0-2     |
| Wolfsburg      | 4-3       | Dinamo Minsk        | 4-3    | 0-0     |
| Werder Brema   | 3-3 (gfc) | Gent                | 2-3    | 1-0     |
| Brescia        | 3-2       | Tatabánya           | 2-1    | 1-1     |
| Basilea        | 5-3       | Heerenveen          | 2-1    | 3-2     |
| Publikum Celje | 1-1 (gfc) | Losanna             | 1-1    | 0-0     |
| Troyes         | 4-2       | AIK                 | 2-1    | 2-1     |
| Tavrija        | 0-5       | Paris Saint-Germain | 0-1    | 0-4     |
| RKC Waalwijk   | 2-5       | Monaco 1860         | 1-2    | 1-3     |
| Rennes         | 7-4       | Synot               | 5-0    | 2-4     |

## Semifinali
Andata 25 luglio, ritorno 1º agosto.
| Squadra 1    | Totale    | Squadra 2           | Andata | Ritorno |
| ------------ | --------- | ------------------- | ------ | ------- |
| Rennes       | 2-2 (gfc) | Aston Villa         | 2-1    | 0-1     |
| Gent         | 1-7       | Paris Saint-Germain | 0-0    | 1-7     |
| Chmel Blšany | 3-4       | Brescia             | 1-2    | 2-2     |
| Basilea      | 5-2       | Losanna             | 3-0    | 2-2     |
| Monaco 1860  | 3-6       | Newcastle Utd       | 2-3    | 1-3     |
| Troyes       | 3-2       | Wolfsburg           | 1-0    | 2-2     |

## Finali
Andata 7 agosto, ritorno 21 agosto.
| Squadra 1           | Totale    | Squadra 2     | Andata | Ritorno |
| ------------------- | --------- | ------------- | ------ | ------- |
| Basilea             | 2-5       | Aston Villa   | 1-1    | 1-4     |
| Paris Saint-Germain | 1-1 (gfc) | Brescia       | 0-0    | 1-1     |
| Troyes              | 4-4 (gfc) | Newcastle Utd | 0-0    | 4-4     |